# Paradise (film, 1926)
Pour les articles homonymes, voir Paradise.
Pour plus de détails, voir Fiche technique et Distribution.
Paradise est un film américain réalisé par Irvin Willat et sorti en 1926.

## Fiche technique
- Réalisateur : Irvin Willat
- Scénario : Paul Schofield, d'après la pièce Paradise[1] de Cosmo Hamilton et John Russell
- Producteur : Ray Rocket
- Photographie : Charles Van Enger
- Distributeur : First National Pictures
- Durée : 80 minutes (8 bobines)
- Date de sortie : 26 septembre 1926

## Distribution

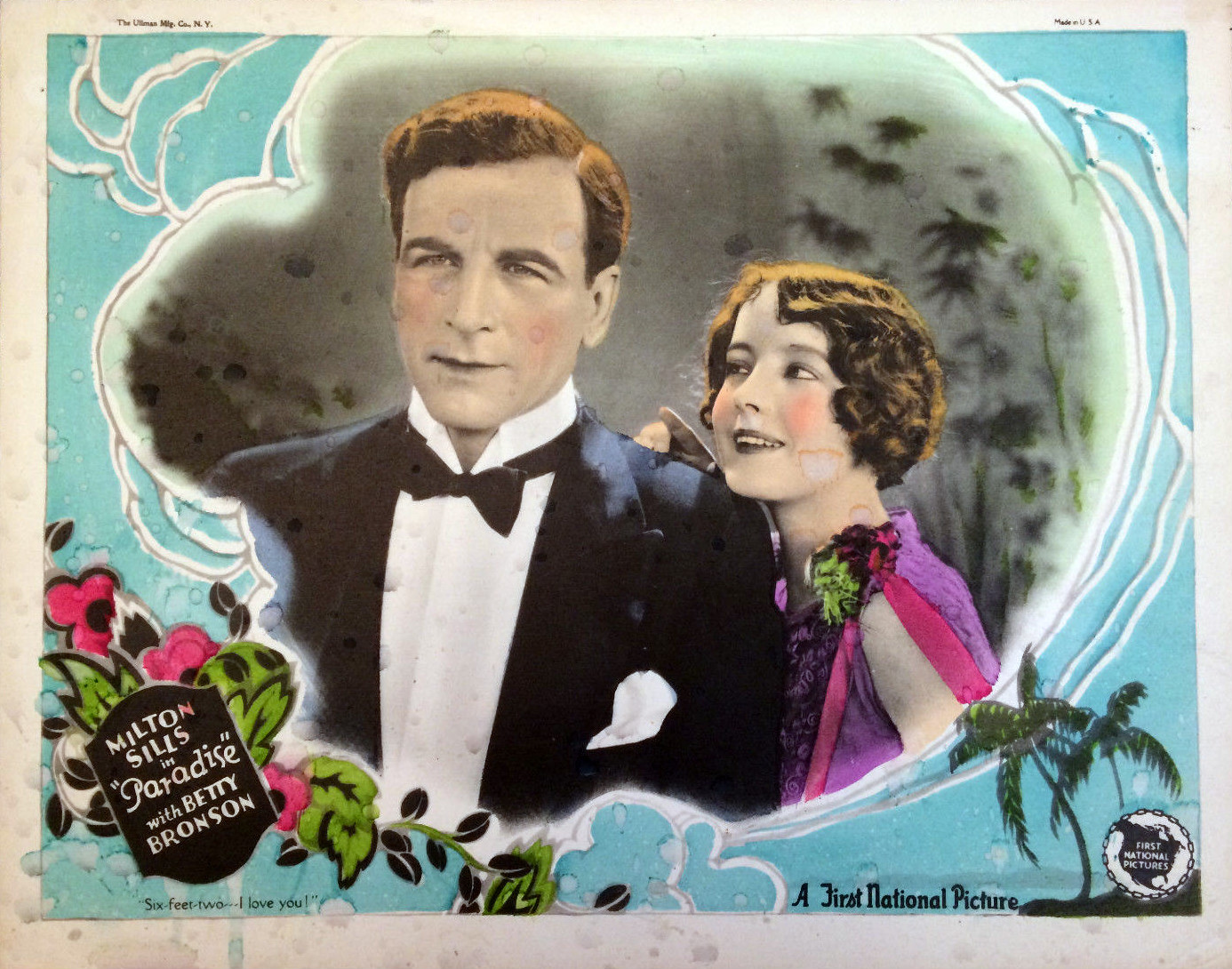
Carte promotionnelle du film avec Betty Bronson.

- Milton Sills : Tony
- Betty Bronson : Chrissie
- Noah Beery : Quex
- Lloyd Whitlock : Teddy
- Kate Price : Lady George
- Charlie Murray : Lord Lumley
- Claude King : Pollock
- Charles Brook : Perkins
- Edward Cooper : McCoustie